# グレイテスト・ヒッツ (ロキシー・ミュージックのアルバム)
『グレイテスト・ヒッツ』（Greatest Hits）は、イングランドのロック・バンドであるロキシー・ミュージックの初の編集アルバムである。1976年6月の解散発表の後、1977年10月に発表された。

## 解説

### 内容
全11曲の内訳は以下の通り。
- 『フォー・ユア・プレジャー』（1973年）から2曲
- 『ストランデッド』（1973年）から3曲
- 『カントリー・ライフ』（1974年）から3曲
- 『サイレン』（1975年）から1曲
- アルバム未収録のシングルA面収録曲が2曲[注釈 1]

※『ロキシー・ミュージック』（1972年）の収録曲は含まれていない。

## 収録曲
| #         | タイトル                                       | 作詞・作曲            | 収録アルバム・プロデュ―サー                                                                             | 時間  |
| --------- | ---------------------------------------------- | --------------------- | --- | ----- |
| 1.        | 「ヴァージニア・プレイン Virginia Plain」      | Bryan Ferry           | - シングル（1972年） - ピート・シンフィールド                                                           | 2:58  |
| 2.        | 「ドゥ・ザ・ストランド Do The Strand」         | Ferry                 | - 『フォー・ユア・プレジャー』（1973年） - クリス・トーマス、ジョン・アンソニー、ロキシー・ミュージック | 4:00  |
| 3.        | 「オール・アイ・ウオント All I Want Is You」   | Ferry                 | - 『カントリー・ライフ』（1974年） - ロキシー・ミュージック、ジョン・パンター                           | 2:58  |
| 4.        | 「アウト・オブ・ザ・ブルー Out of the Blue」   | Ferry, Phil Manzanera | - 『カントリー・ライフ』（1974年） - ロキシー・ミュージック、ジョン・パンター                           | 4:43  |
| 5.        | 「パジャマラマ Pyjamarama」                    | Ferry                 | - シングル（1973年） - クリス・トーマス、ジョン・アンソニー、ロキシー・ミュージック                     | 2:52  |
| 6.        | 「エディションズ・オブ・ユー Editions of You」 | Ferry                 | - 『フォー・ユア・プレジャー』（1973年） - クリス・トーマス、ジョン・アンソニー、ロキシー・ミュージック | 3:45  |
| 合計時間: | 合計時間:                                      | 合計時間:             | 合計時間:                                                                                               | 21:16 |

| #         | タイトル                                              | 作詞・作曲         | 収録アルバム・プロデュ―サー                                                   | 時間  |
| --------- | ----------------------------------------------------- | ------------------ | ----------------------------------------------------------------------------- | ----- |
| 1.        | 「恋はドラッグ Love is the Drug」                     | Ferry, Andy MacKay | - 『サイレン』（1975年） - クリス・トーマス                                   | 4:05  |
| 2.        | 「マザー・オヴ・パール Mother of Pearl」              | Ferry              | - 『ストランデッド』（1973年） - クリス・トーマス                             | 6:52  |
| 3.        | 「ヨーロッパ哀歌 A Song for Europe」                  | Ferry, MacKay      | - 『ストランデッド』（1973年） - クリス・トーマス                             | 5:43  |
| 4.        | 「スリル・オヴ・イット・オール The Thrill of It All」 | Ferry              | - 『カントリー・ライフ』（1974年） - ロキシー・ミュージック、ジョン・パンター | 4:20  |
| 5.        | 「ストリート・ライフ Street Life」                    | Ferry              | - 『ストランデッド』（1973年） - クリス・トーマス                             | 3:28  |
| 合計時間: | 合計時間:                                             | 合計時間:          | 合計時間:                                                                     | 24:28 |

## 参加ミュージシャン
- ブライアン・フェリー　Bryan Ferry – ボーカル、キーボード
- アンディ・マッケイ　Andy MacKay – オーボエ、サクソフォーン
- フィル・マンザネラ　Phil Manzanera – ギター
- ポール・トンプソン　Paul Thompson – ドラム
- イーノ　Eno[注釈 2] – VC3シンセサイザー、テープ（「ヴァージニア・プレイン」、「パジャマラマ」、『フォー・ユア・プレジャー』収録曲）
- エディ・ジョブソン　Eddie Jobson – キーボード、ヴァイオリン（『ストランデッド』『カントリー・ライフ』『サイレン』収録曲）

※準メンバー、ゲスト
- リック・ケントン　Rick Kenton[3] – ベース（「ヴァージニア・プレイン」）
- ジョン・ポーター　John Porter – ベース（「パジャマラマ」、『フォー・ユア・プレジャー』収録曲）
- ジョン・ガスタフソン　John Gustafson – ベース（『ストランデッド』[4][注釈 3]『カントリー・ライフ』『サイレン』収録曲）